# خواجه (کوه)
اوشیدا یا کوه خواجه، ناهنجاری طبیعی در دریاچه هامون سیستان و بلوچستان است که در دهستان کوه خواجه بخش تیمورآباد شهرستان هامون واقع شده است. این تپه در ۳۰ کیلومتری جنوب غربی شهر محمدآباد مرکز شهرستان هامون قرار دارد.
اوشیدا در زبان پارسی میانه به معنی ابدی است. این کوه ذوزنقه‌ای شکل که نزد سه دین زرتشت، مسیحیت و اسلام مقدس است، از سنگ‌های بازالت سیاه رنگ تشکیل شده و با ارتفاع ۵۹۵ متر از سطح دریا، مانند جزیره‌ای در میان دریاچه هامون قرار دارد.
نقش معروف (اسوا _ استیکا) ازجمله نقش‌های دیوارهای بنای کوه خواجه سیستان است.
در اطراف این کوه تعداد زیادی آثار باستانی از دوران ساسانیان، اشکانیان و معبد بودایی باقی مانده است که شامل آثار باستانی کوه خواجه (کوه رستم)، مجموعهٔ کاخها، قلعه کهک کهزاد، قلعه چهل دختر، قلعه سرسنگ، آرامگاه خواجه غلطان، ساختمان پیر گندم بریان، خانه شیطان است و یکی از آثار تاریخی مهم دین زرتشت و آتشکده‌های است.
ادعا می‌شود آرامگاه رستم دستان در بالای این کوه واقع شده است. 
آثار تاریخی پیش از اسلام محوطهٔ تاریخی کوه خواجه شامل مجموعهٔ کاخها، قلعه کهک کهزاد و قلعه چهل دختر می‌باشد. ارنست هرتسفلد در سالهای ۱۹۲۵ و ۱۹۲۹ میلادی با بررسی این مجموعه عنوان تخت جمشید خشتی را برای مجموعهٔ کاخها برگزید.

## موقعیت جغرافیایی
اوشیدا کوه (خواجه) در دهستان کوه خواجه بخش تیمورآباد شهرستان هامون در ۳۰ کیلومتری غرب شهر محمدآباد، مرکز شهرستان هامون و در ۹ کیلومتری شهر علی‌اکبر قرار دارد برای رسیدن به اوشیدا کوه بایستی در جادهٔ اصلی محمدآباد – زاهدان قرار بگیرید. در همان ابتدای جاده تابلوی راهنما راه را نشان می‌دهد. این جاده ابتدا به روستای سرسنگ و سپس به روستای ده لطف‌الله می‌رسد. فاصلهٔ روستای لطف‌الله تا اوشیدا کوه چیزی حدود سه کیلومتر است.

## نگارگری‌های دیواری

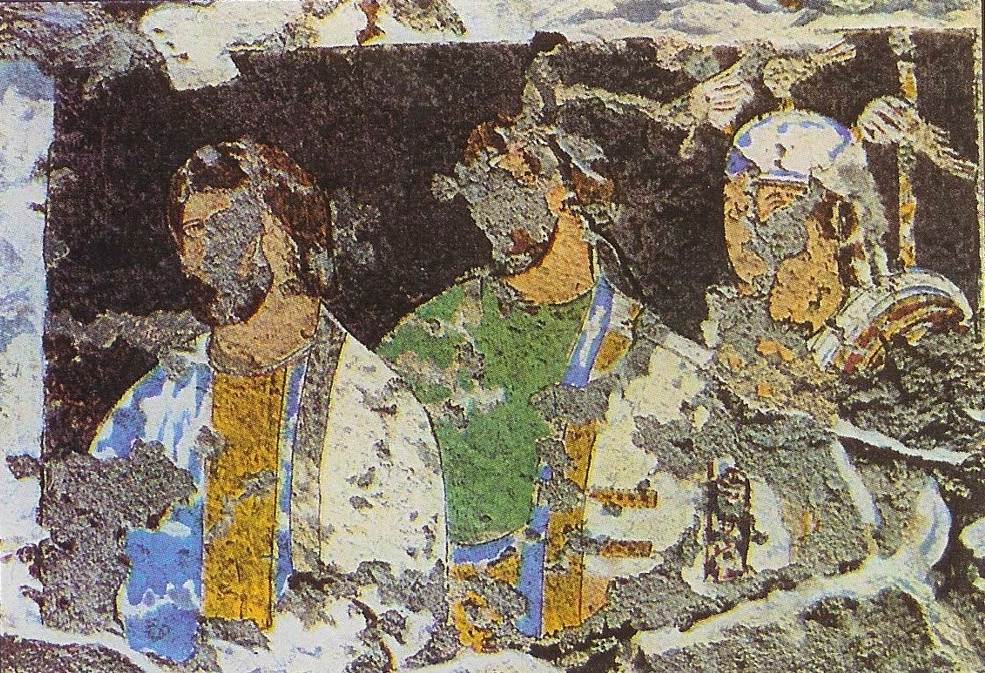
نگارگری دیواری کوه اوشیدا.
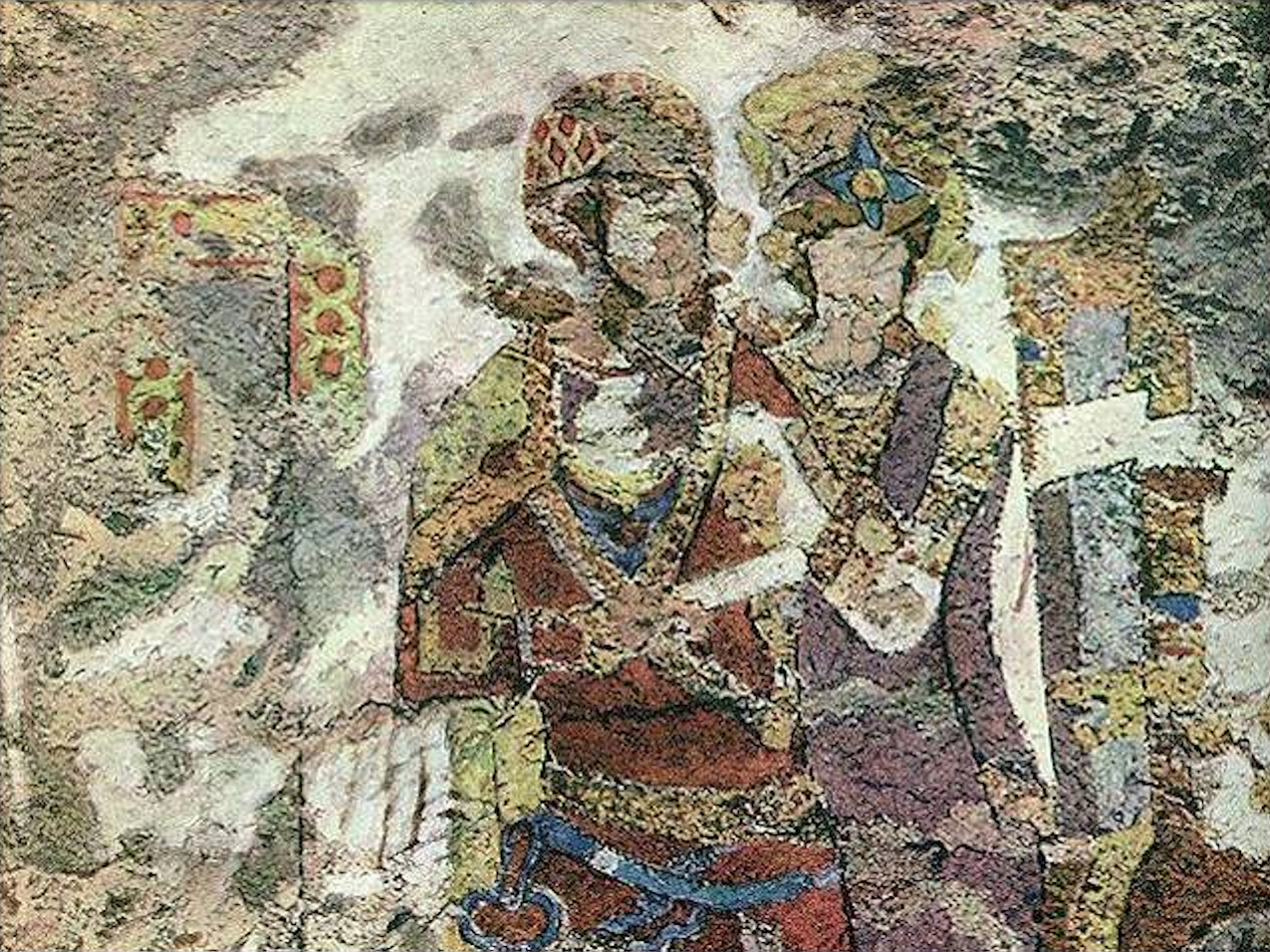
نگارگری دیواری کوه اوشیدا.
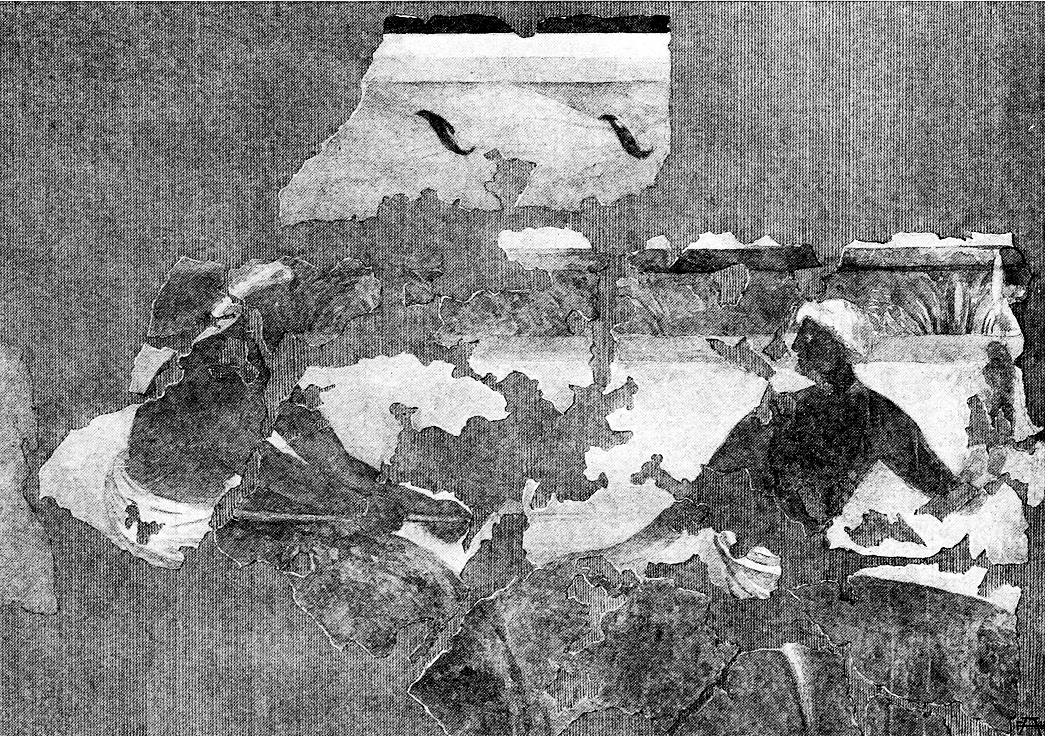
نگارگری دیواری کوه اوشیدا.
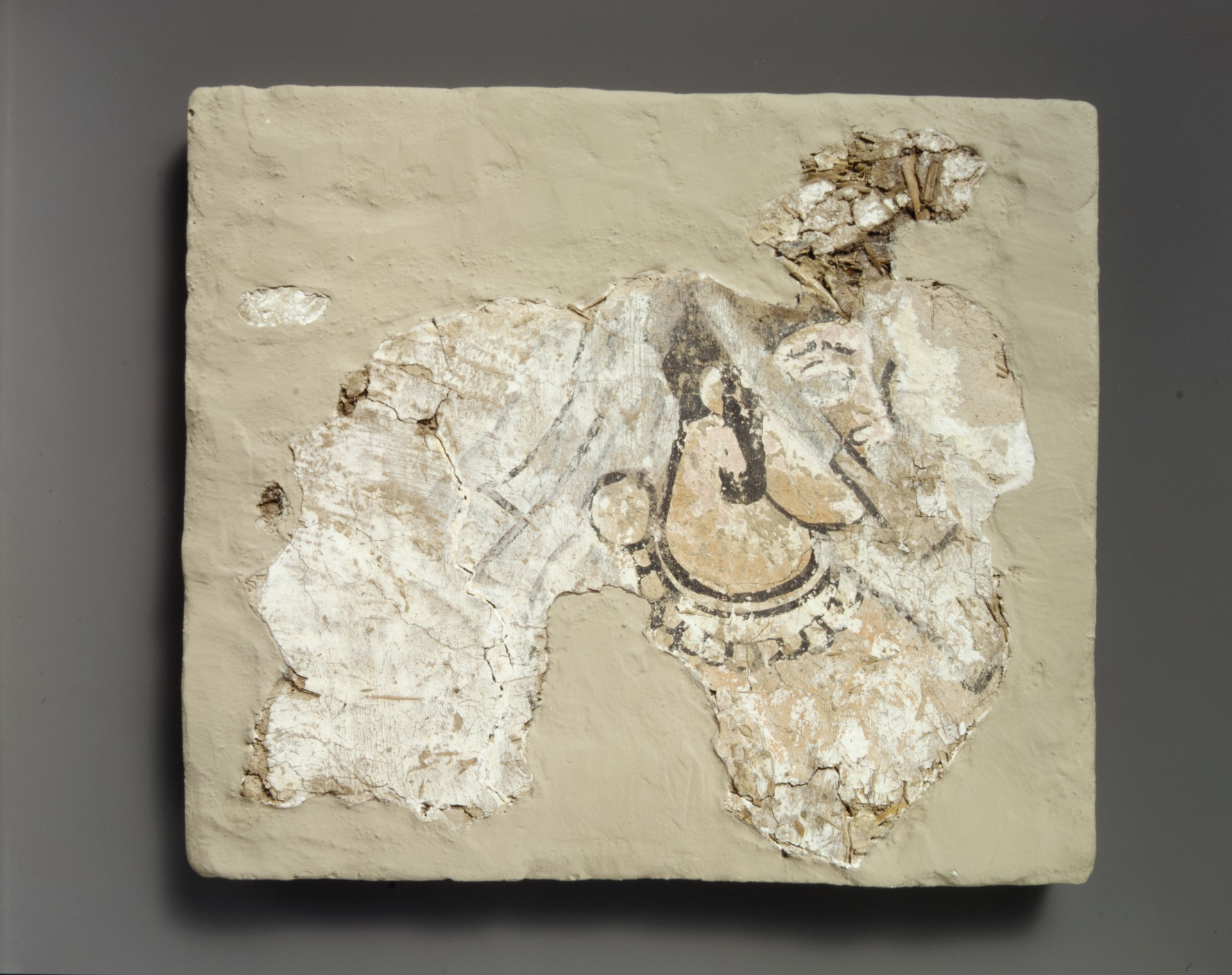
نگارگری دیواری کوه اوشیدا ساسانی از زنی با پوشش دهان، سده هفتم میلادی.
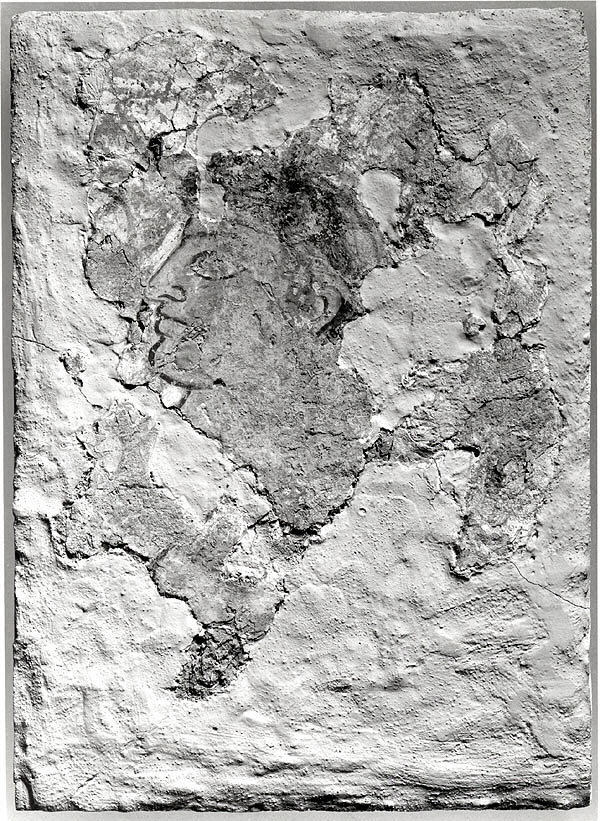
نگارگری دیواری کوه اوشیدا ساسانی از زنی با پوشش دهان، سده هفتم میلادی.
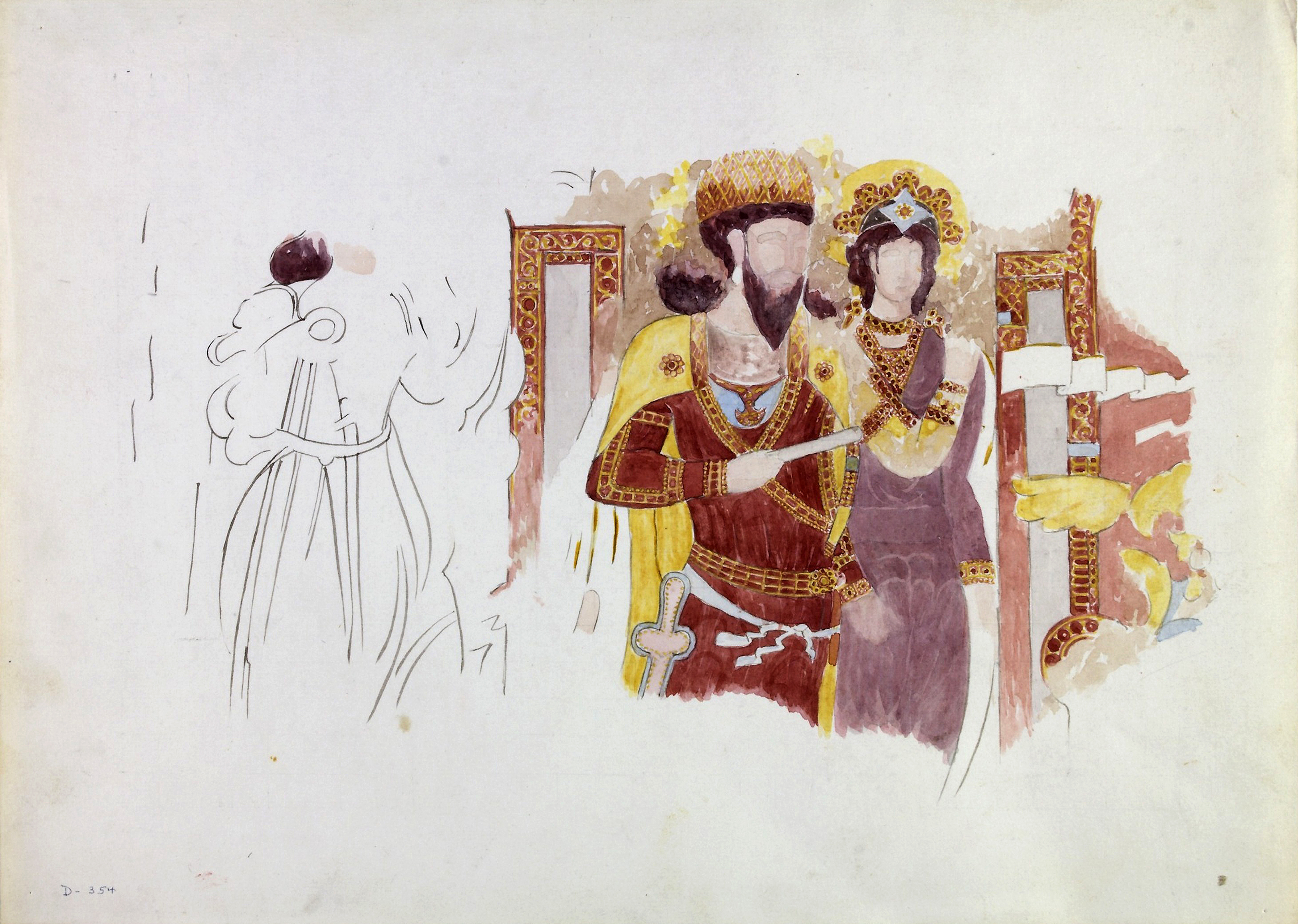
طراحی از دیوارنگاره کوه خواجه (۱۹۲۵-۱۹۲۹)، از ارنست هرتسفلد، مجموعه اسمیتسونیان

## ویرانه‌ها

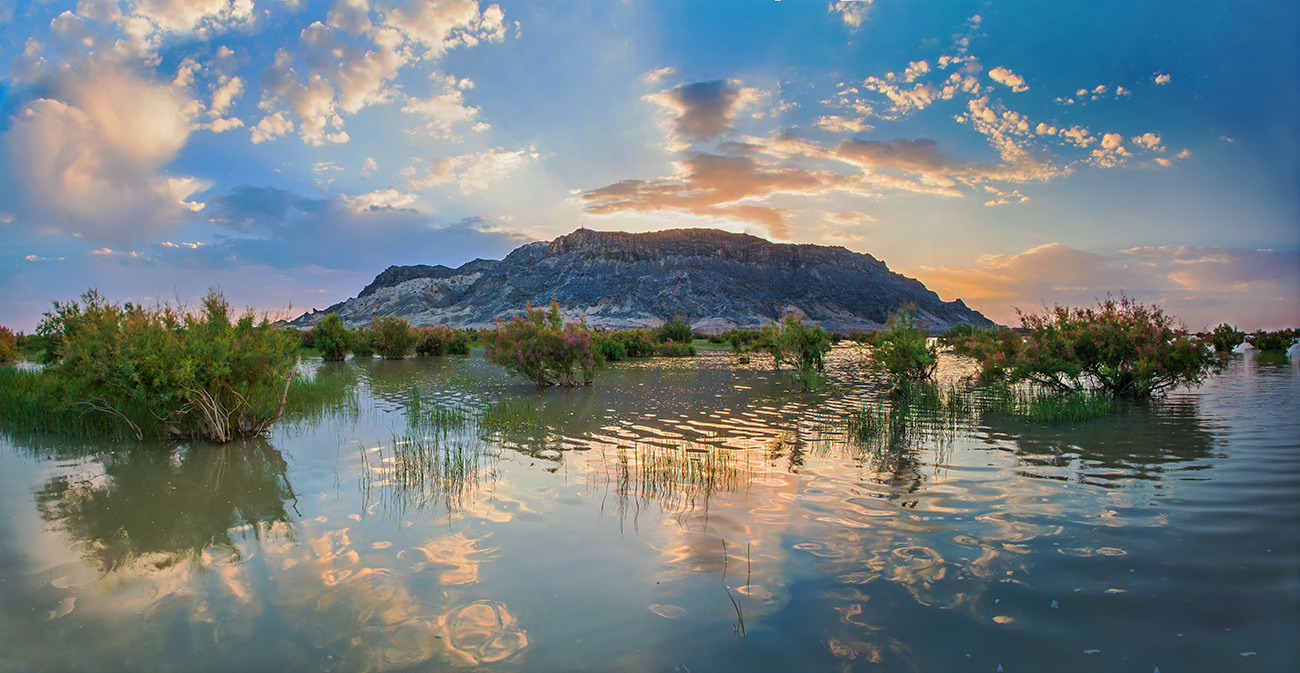
کوه اوشیدا پانوراما
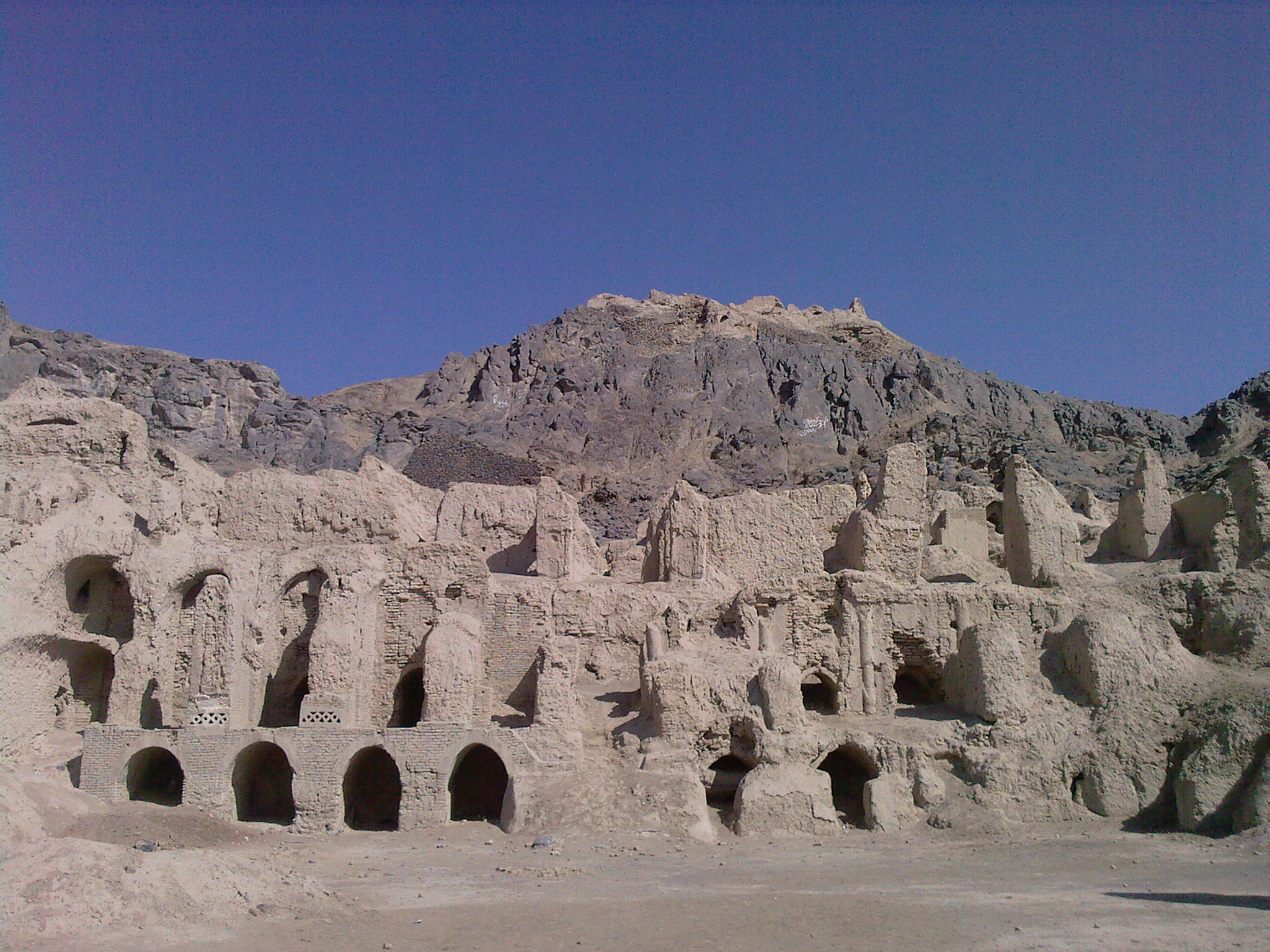
قلعه کاخا درون کوه اوشیدا
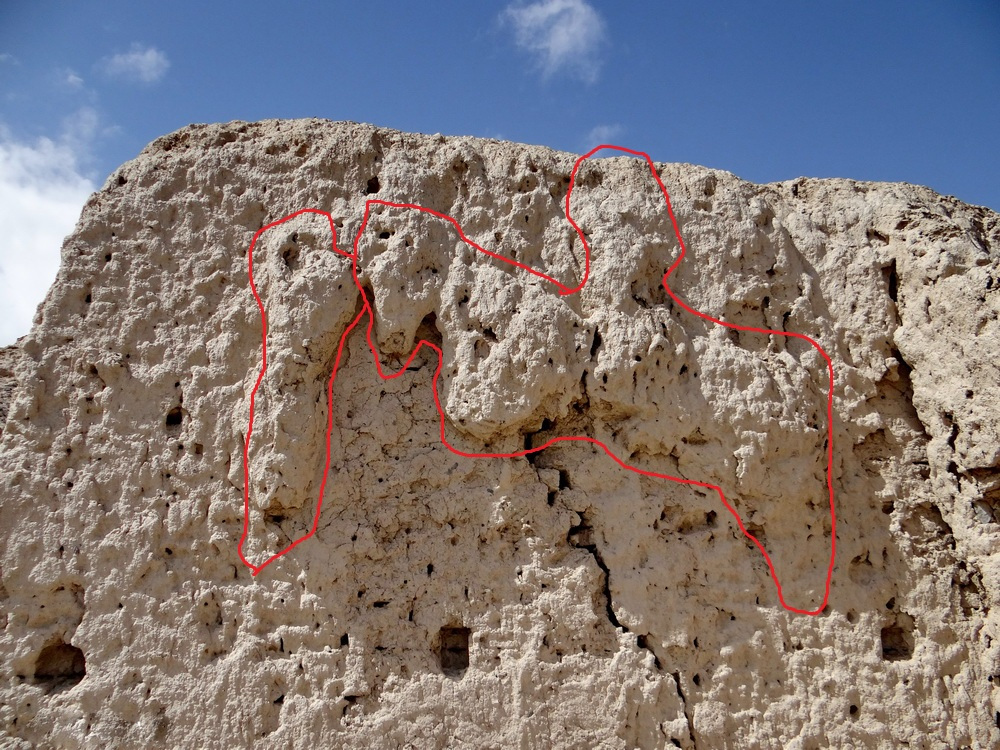
نقش اسب سوار و شیر در کوه اوشیدا قلعه کاخا
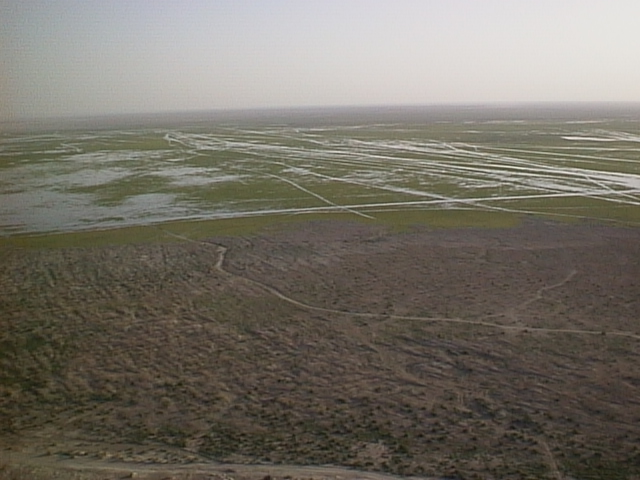
هامون هیرمند از بلندای کوه اوشیدا
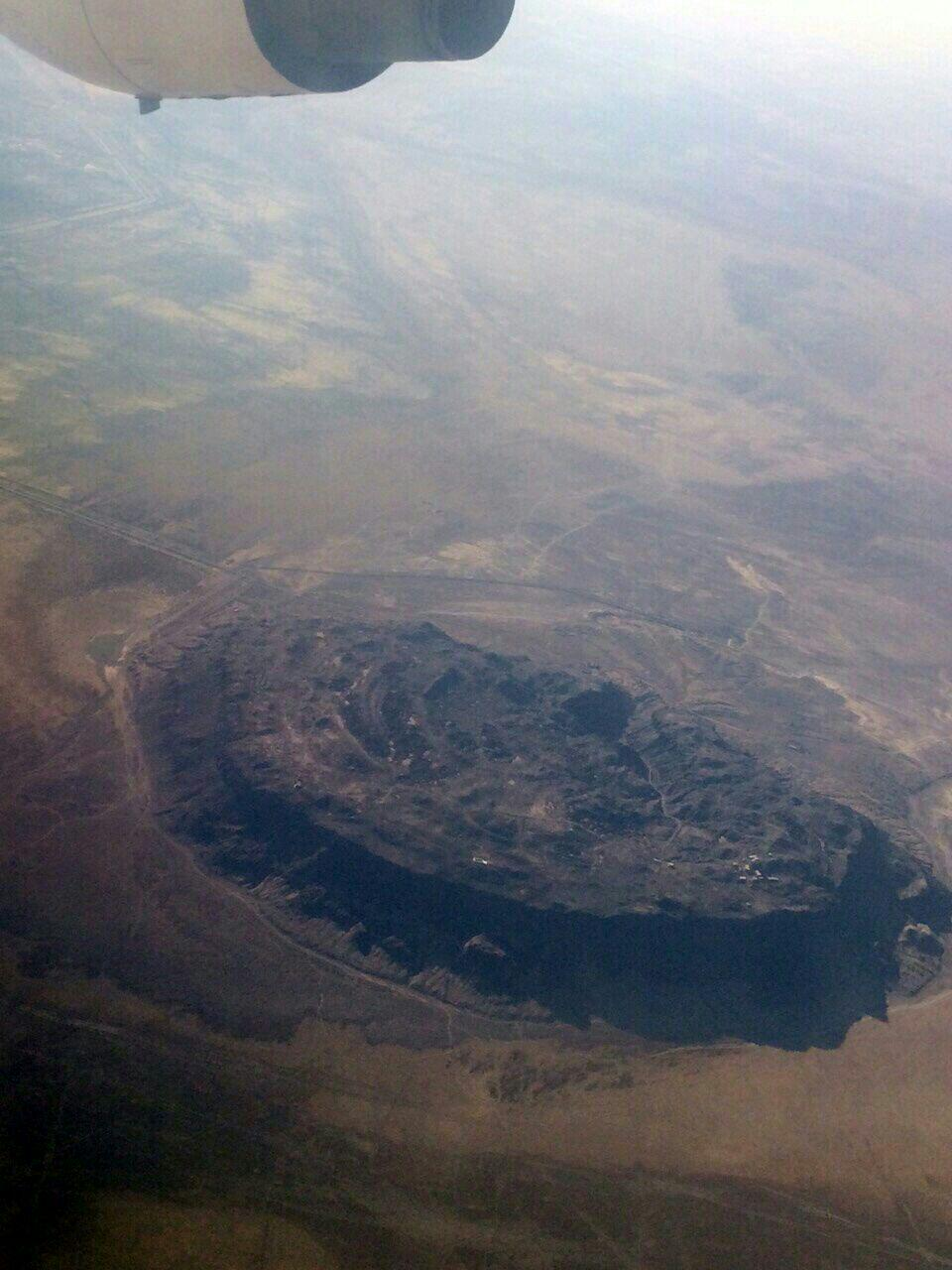
نمای کوه از داخل هواپیما
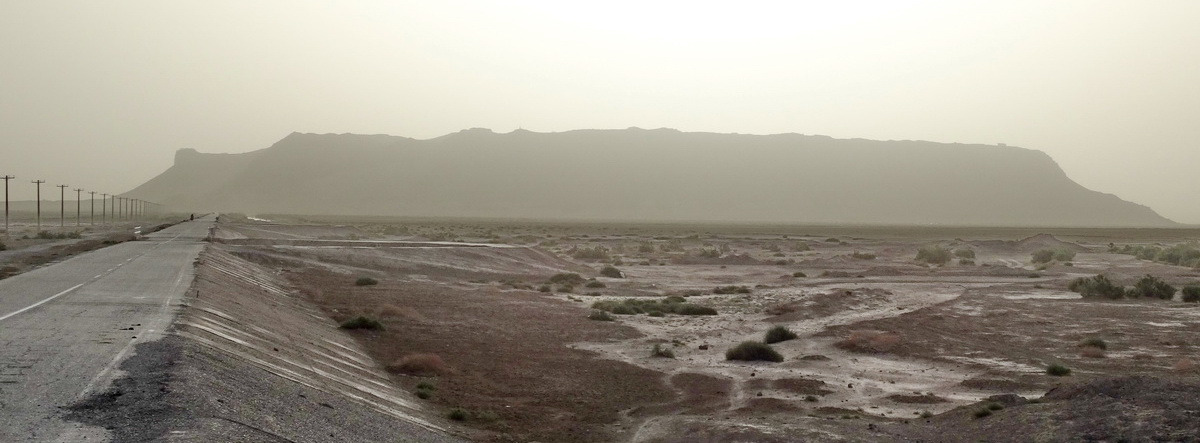
دورنمای کوه اوشیدا در گرد وغبار
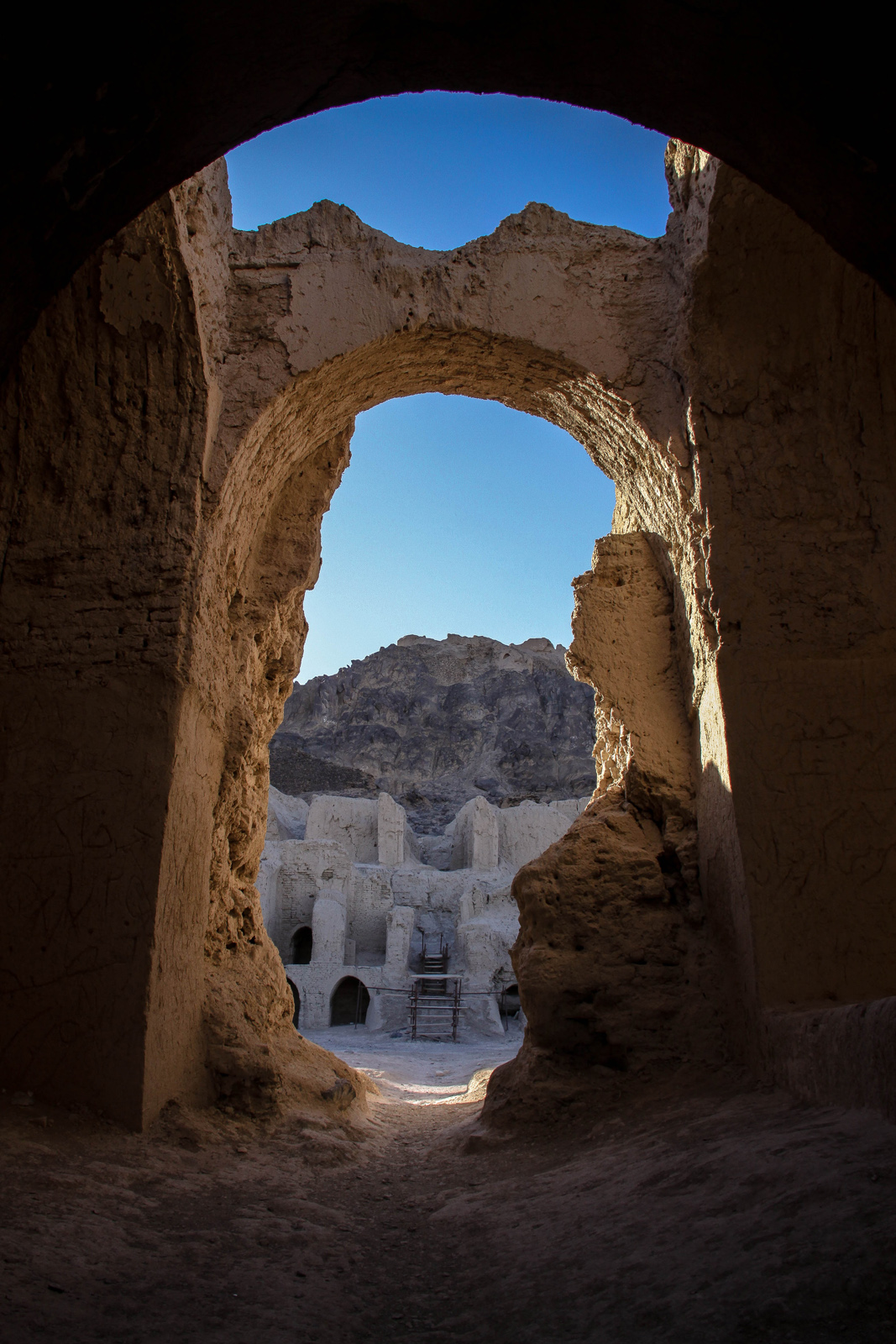
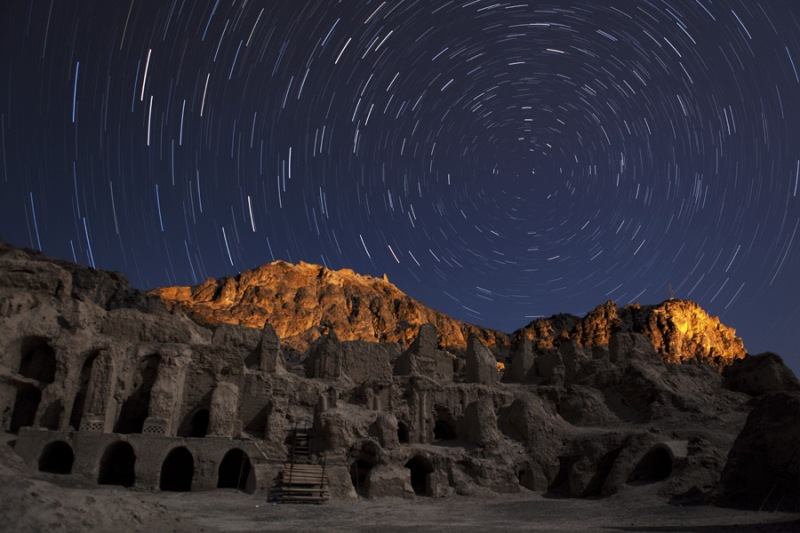
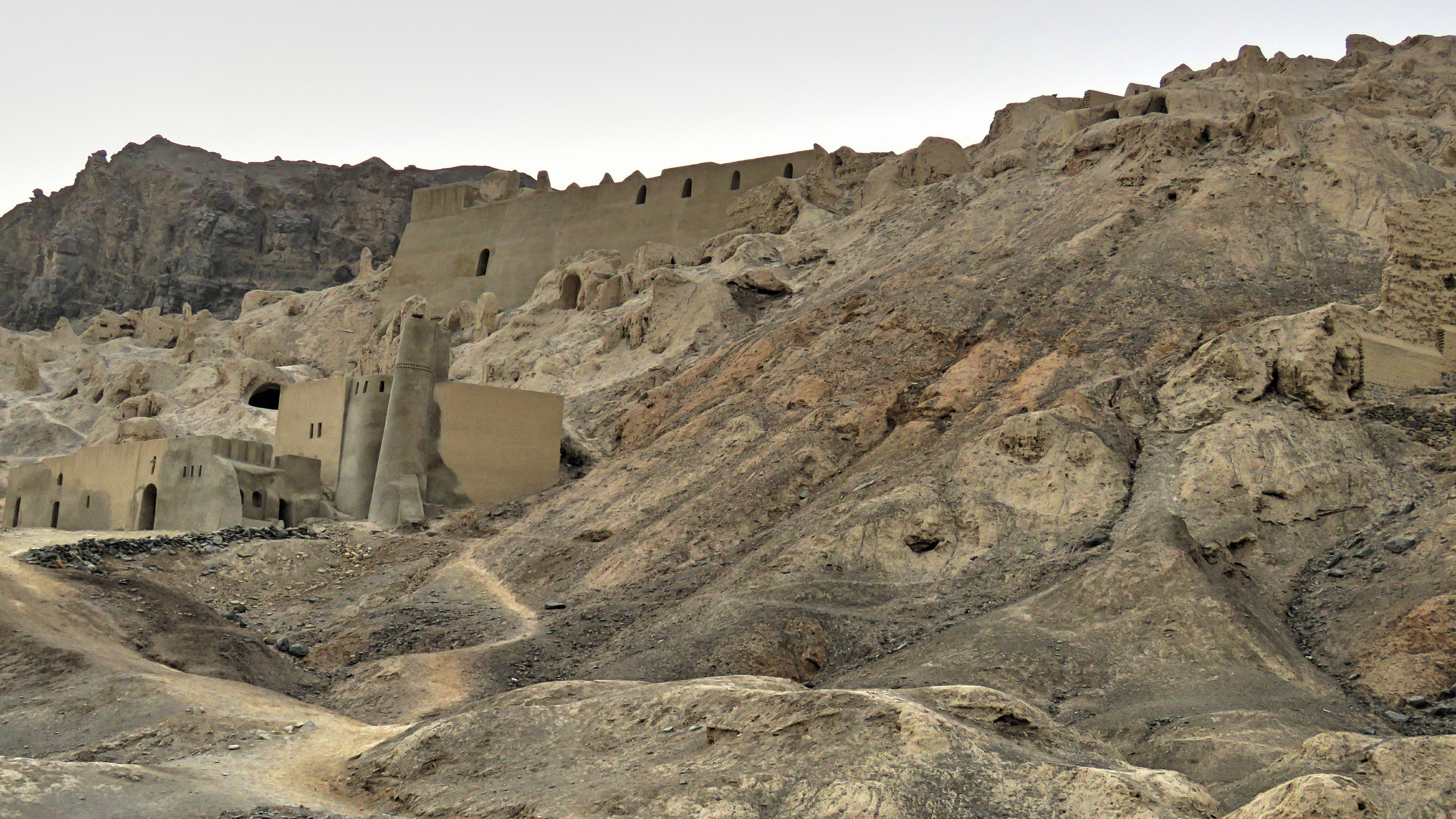
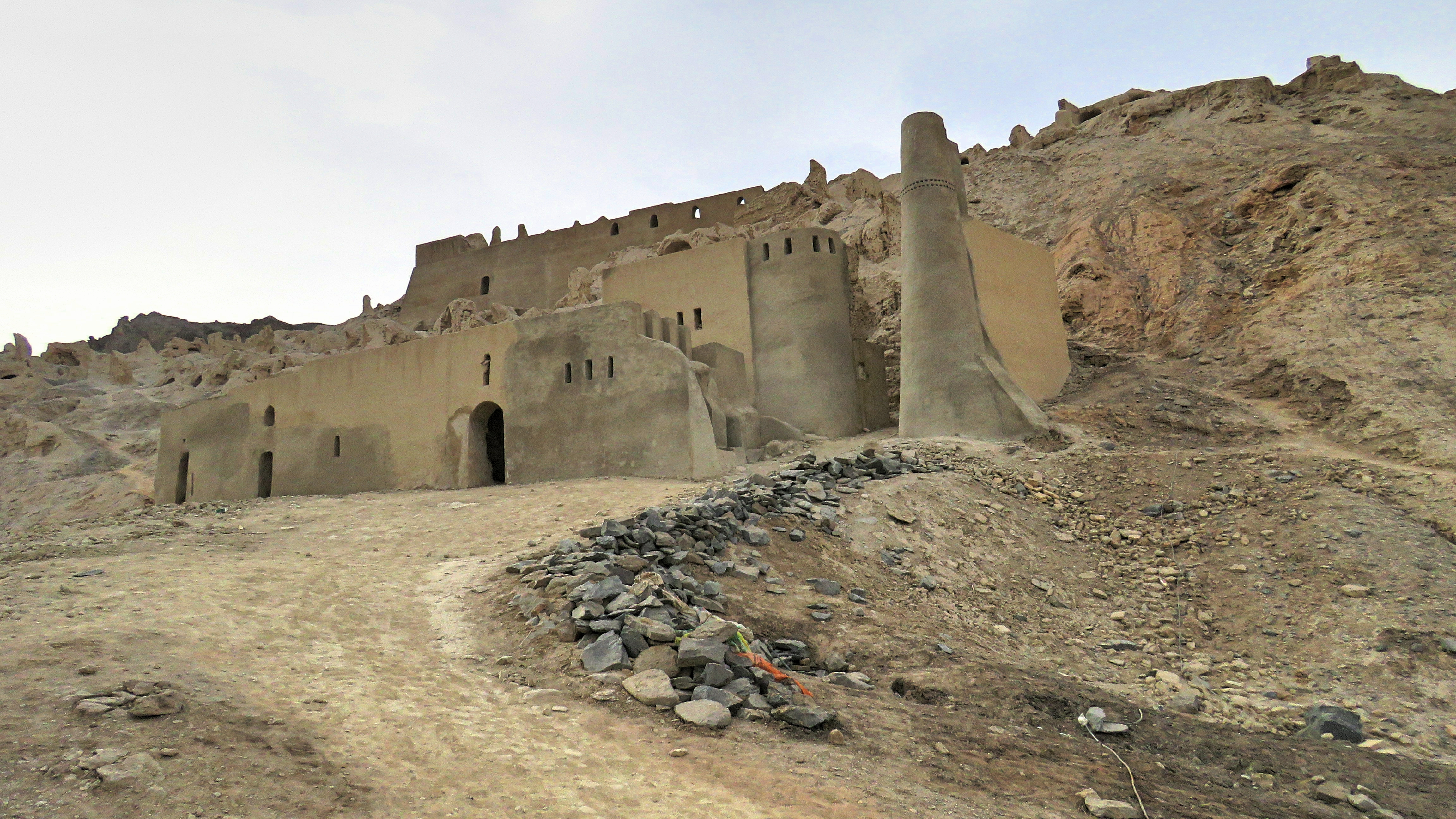
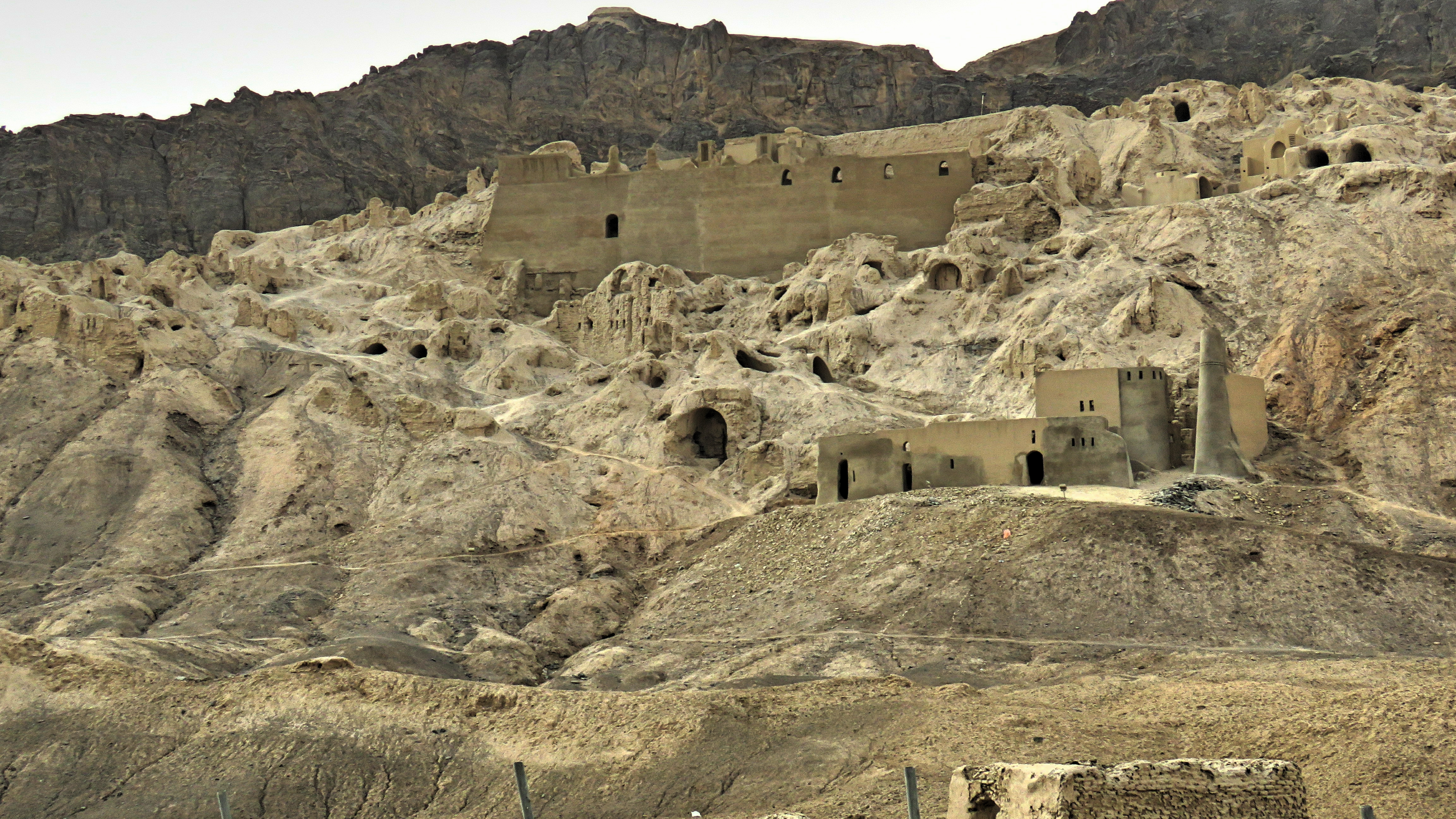
چشم‌انداز کوه  اوشیدا
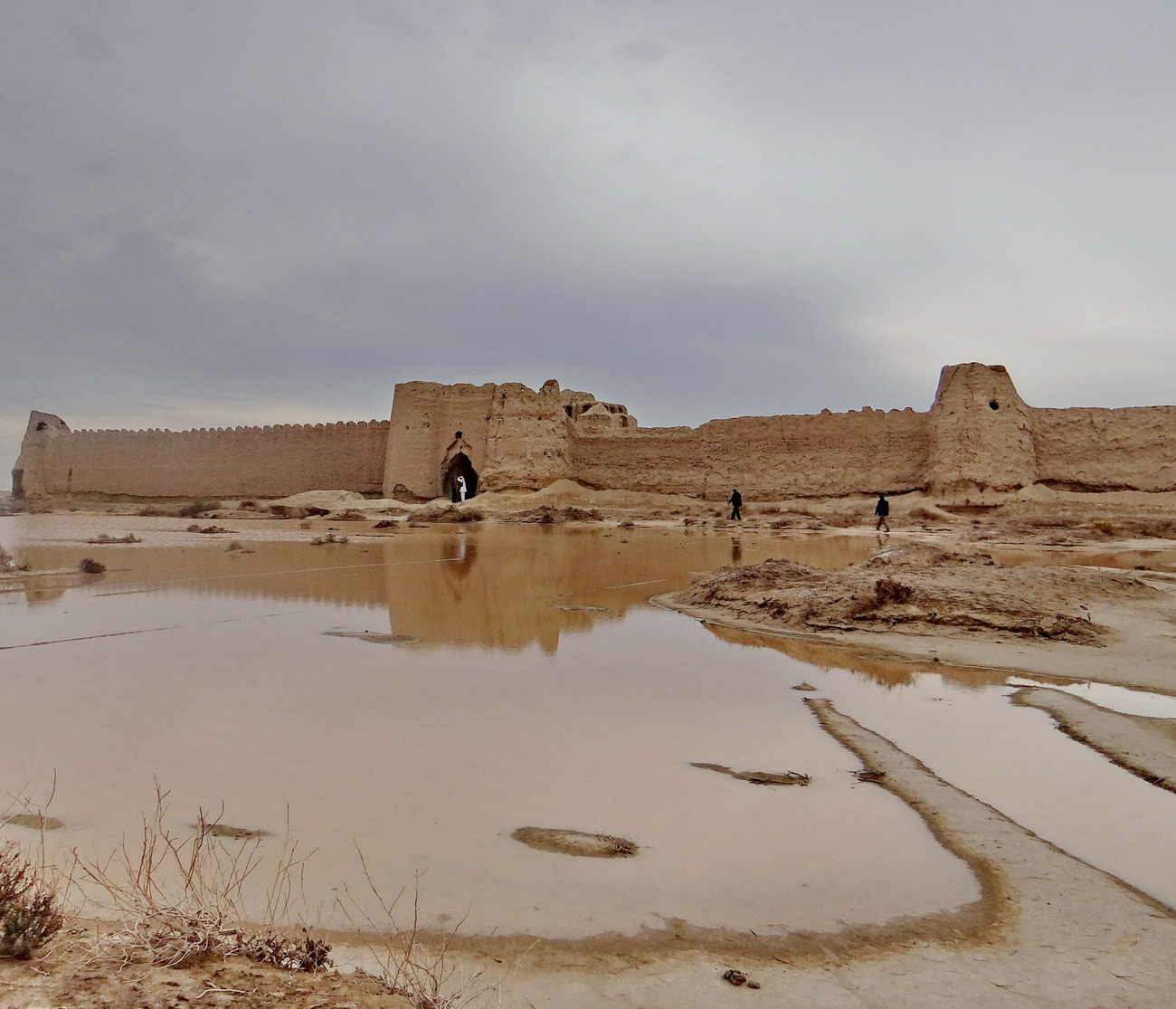
قلعه رستم در کوه اوشیدا